# Vidrio de espín
Un vidrio de espín (en inglés, spin glass) es un sistema magnético en el que el acoplamiento entre los momentos magnéticos de los distintos átomos es aleatorio, tanto ferromagnético como antiferromagnético y presenta un fuerte grado de frustración. Se dice que el desorden que presenta es recocido, debido a que los valores de dichos acoplos aleatorios permanecen congelados durante el tiempo de observación. Para su análisis matemático se han desarrollado diversas herramientas, como por ejemplo el truco de las réplicas.
- Datos: Q1490646